# سفراء اليمن لدى الولايات المتحدة
سفير اليمن لدى الولايات المتحدة هو الممثل الرسمي للحكومة اليمنية لدى حكومة الولايات المتحدة الأمريكية. هذه القائمة تضم جميع سفراء اليمن لدى الولايات المتحدة منذ عام 1962 حتى اليوم. يشغل منصب السفير الحالي محمد الحضرمي منذ 24 مارس 2022.

## قائمة السفراء

### الجمهورية العربية اليمنية
| تر | الصورة | السفير        | الفترة                         | الرئيس |
| -- | ------ | ------------- | ------------------------------ | ------ |
| 1  |        | محسن العيني   | 24 يوليو 1963 - 15 أبريل 1973  |        |
| 2  |        | يحيى جغمان    | 14 يونيو 1973 - 15 ديسمبر 1974 |        |
| 3  |        | حسن مكي       | 20 ديسمبر 1974 - 3 مايو 1976   |        |
| 4  |        | يحيى المتوكل  | 21 مايو 1976 - 13 سبتمبر 1981  |        |
| 5  |        | محمد الارياني | 26 أكتوبر 1981 - 3 أكتوبر 1984 |        |
| 6  |        | محسن العيني   | 4 ديسمبر 1984 - 1990           |        |

### الجمهورية اليمنية
| تر | الصورة | السفير                | الفترة                        | الرئيس |
| -- | ------ | --------------------- | ----------------------------- | ------ |
| 1  |        | محسن العيني           | مايو 1990 - 19 أغسطس 1997     |        |
| 2  |        | عبدالواهاب الحجري     | 8 سبتمبر 1997 - 8 يوليو 2012  |        |
| 3  |        | أحمد عوض بن مبارك     | 3 أغسطس 2015 - 18 ديسمبر 2020 |        |
| 4  |        | محمد عبد الله الحضرمي | 24 مارس 2022 - حتى الآن       |        |

## أنظر أيضا
- العلاقات اليمنية الأمريكية
- علاقات اليمن الخارجية
- سفراء الولايات المتحدة لدى اليمن